# The Way I Am (livre)
The Way I Am est un livre autobiographique d'Eminem, écrit en collaboration avec la journaliste Sacha Jenkis. Publié en 2008 par la maison d'édition Dutton, l'édition a été confiée à K&B Editeurs en France.
Ce livre traite de la carrière d'Eminem, de ses débuts à sa retraite anticipée en 2005. Il s'y exprime longuement à propos de la mort de son meilleur ami, le rappeur Proof, de sa musique, de son style d'écriture, de son succès, du film 8 Mile, mais aussi de ses tournées et de sa vie de famille.
Le livre est agrémenté de nombreuses illustrations.